# Until the Whole World Hears
| Críticas profissionais | Críticas profissionais |
| Avaliações da crítica  | Avaliações da crítica  |
| Fonte                  | Avaliação              |
| ---------------------- | ---------------------- |
| allmusic               | link                   |
| Jesus Freak Hideout    | link                   |

Until the Whole World Hears é o quinto álbum de estúdio da banda Casting Crowns, lançado em 17 de novembro de 2009.
O álbum também teve uma tiragem especial exclusiva no formato LP.[carece de fontes?]

## Faixas
1. "Until the Whole World Hears" — 5:02
2. "If We've Ever Needed You" — 3:39
3. "Always Enough" — 4:56
4. "Joyful, Joyful" — 4:28
5. "At Your Feet" — 4:37
6. "Glorious Day (Living He Loved Me)" — 4:41
7. "Holy One" — 3:19
8. "To Know You" — 4:26
9. "Mercy" — 4:56
10. "Jesus, Hold Me Now" — 4:14
11. "Blessed Redeemer" — 4:03
12. "Shadow of Your Wings" — 2:32

## Desempenho nas paradas musicais
| Parada musical (2009)                 | Posição |
| ------------------------------------- | ------- |
| Estados Unidos - Billboard 200        | 4       |
| Estados Unidos - Top Christian Albums | 1       |
| Estados Unidos - Top Digital Albums   | 12      |